# Халід бін Мохсен Шаарі
Халід ібн Мухсен Шаарі (араб. خالد بن محسن شاعري; (28 лютого 1991 , Хіджаз, Мекка ) — найважча людина у світі (610 кг у 2013 році), рекордсмен Книги рекордів Гіннеса.

## Життєпис
Шаарі проживав у південній провінції Саудівської Аравії Джизан.
У серпні 2013 року Халіда відвезли до медзакладу за особистим наказом короля Саудівської Аравії Абдалли. Король сплатив вартість спеціального літака, який перевіз Шаарі до столиці Ер-Ріяд. Лікування юнака також оплачувалося з власних коштів Абдалли.
В операції з доставлення Шаарі до лікарні брали участь десятки медиків, поліцейських та військовослужбовців . Щоб витягти юнака з дому, робітники розібрали частину стіни. З США доставили спеціальне, особливо міцне ліжко та підйомний кран. Після того, як Халіда спустили з другого поверху, його помістили в швидку допомогу і довезли до аеропорту. Тоді Халід вже два роки не виходив зі свого житла, тому що не міг пересуватися.
Після прибуття в одну з лікарень Медичного комплексу імені короля Фахда в Ер-Ріяді лікарі з'ясували, що його вага на той момент складала 610 кілограмів. Крім того, у Халіда рекордно високий індекс маси тіла — 204 (вага, поділена на квадрат росту людини в метрах, норма коливається від 18,5 до 24,99).
У клініці Халіду зробили операцію: видалили з живота зайві 80 кг. Спільними зусиллями Халіду вдалося скинути 320 кілограмів. У ході лікування у нього покращилися показники функціонування серця та легень, зміцніли м'язи — Халід почав рухати ногами. Тепер він здатний переміщатися у спеціально сконструйованому інвалідному кріслі. Таким чином, Халід більше не найтовстіша людина у світі.
Саудівські ЗМІ зазначили, що причиною огрядності Шаарі стала зовсім не любов до фаст-фуду, а серйозні проблеми зі здоров'ям. Без оперативного втручання він міг би померти .
До 2016 року Шаарі знову набув здатності ходити. У листопаді 2017 року Аль-Арабія повідомила, що він схуд на 542 кг і тепер важить 68 кг.